# Układ grupowy Langereis
Układ grupowy Langereis (LAN) jest oparty na antygenie Lan, który został odkryty w 1961 roku. Jest to antygen powszechnie występujący we wszystkich populacjach (częstość powyżej 99%). U osób o fenotypie Lan(+) stwierdzono obecność białka błonowego erytrocytów ABCB6, w przeciwieństwie do osób o fenotypie Lan(-). Grupa krwi LAN podlega dziedziczeniu recesywnemu.

## Białko ABCB6
Jest to białko należące do rodziny ABC, które jest transporterem wykorzystującym ATP. Gen ABCB6 kodujący białko ABCB6 jest zlokalizowany na chromosomie 2 (locus 2q36). ABCB6 jest związane z wieloma funkcjami komórkowymi, w tym także z:
- opornością na leki cytotoksyczne,
- gospodarką żelazem,
- biosyntezą hemu,
- transportem porfiryn.

Obecność białka ABCB6 stwierdzono na zewnętrznej błonie mitochondrialnej oraz na powierzchni błony komórkowej. ABCB6 wykryto także na powierzchni komórek raka wątrobowokomórkowego (HCC).
U osób o fenotypie Lan(-) nie wykazano objawów zaburzeń związanych z biosyntezą hemu bądź porfirii. Istnieje przypuszczenie, że osoby te mogą posiadać mechanizm kompensujący brak białka ABCB6.

## Oporność na cytostatyki
Nie wykazano jednoznacznie związku pomiędzy białkiem ABCB6 a opornością na leki cytotoksyczne. Niemniej u ludzi o fenotypie Lan(-) sugeruje się zwrócić uwagę na farmakokinetykę leków oraz ich hepatotoksyczność.

## Reakcje poprzetoczeniowe
W literaturze zostały opisane reakcje poprzetoczeniowe spowodowane przeciwciałami anty-Lan od bardzo słabych do ciężkich. Choroba hemolityczna płodu/noworodka nie występuje bądź jej objawy są nieznaczne.